# بوبي كومب
بوبي كومب (بالإنجليزية: Bobby Combe)‏ (مواليد 29 يناير 1924) هو لاعب كرة قدم. يلعب مع منتخب اسكتلندا لكرة القدم. سبق له أن لعب في كأس العالم لكرة القدم مع منتخب بلاده.

## روابط خارجية
- بوبي كومب على موقع الاتحاد الإسكتلندي (الإنجليزية)
- بوبي كومب على موقع قاعدة بيانات كرة القدم.إي يو (الإنجليزية)
- بوبي كومب على موقع ناشيونال فوتبول تيمز (الإنجليزية)
- بوبي كومب على موقع Soccerway.com (الإنجليزية)
- بوبي كومب على موقع عالم كرة القدم.نت (الإنجليزية)